# 平岡通倚
平岡 通倚（ひらおか みちより、生没年不詳）は、戦国時代の武将。河野氏の家臣。平岡房実の子。官位は遠江守。房実の後を継ぎ荏原城主となった。名は通房とも。
伊予に侵入する各軍勢と戦火を交えた。
天正13年（1585年）、豊臣秀吉の四国征伐に対し、湯築城二ノ丸を守備したが落城。その後、秀吉の家臣となる。翌天正14年（1586年）には、九州出兵に従軍し、河野通直とともに安芸竹原に赴いた。
墓は愛媛県松山市の浄瑠璃寺にある。